# Schlachtgeschwader 152
La Schlachtgeschwader 152 (SG 152) (152e escadron d'attaque au sol) est une unité d'attaque au sol de la Luftwaffe pendant la Seconde Guerre mondiale. 

## Opérations
Le SG 152 a mis en œuvre principalement des avions Henschel Hs 123, Messerschmitt Bf 110, Focke-Wulf Fw 190 et Messerschmitt Me 410.

## Organisation
Le SG 152 n'a été que partiellement constitué, sans Geschwaderstab (état-major d'escadron) avec seulement un gruppe. 

### I. Gruppe
Formé le 15 novembre 1943 à Deblin-Irena à partir du Ergänzungs-Schlachtgruppe avec :
- Stab I./SG 152 à partir du Stab/Erg.Schlachtgruppe
- 1./SG 152 à partir du 1./Erg.Schlachtgruppe
- 2./SG 152 à partir du 3./Erg.Schlachtgruppe
- 3.(Pz)/SG 152 à partir du 2./Erg.Schlachtgruppe
- 4.(Pz)/SG 152 à partir du 4./St.G.77

Un Umrüststaffel I./SG 152 a existé à partir de mars 1944 à Prossnitz, et a été absordé plus tard par le SG 151.
Le 19 avril 1944, le 4./SG 152 devient le 7./SG 10.
Le 16 août 1944, le I./SG 152 est renommé I./SG 151 avec :
- Stab I./SG 152 devient Stab IV./SG 151
- 1./SG 152 devient 10./SG 151
- 2./SG 152 devient 12./SG 151
- 3./SG 152 devient 14./SG 151

Gruppenkommandeure (Commandant de groupe) :
| Début            | Fin          | Grade     | Nom              |
| ---------------- | ------------ | --------- | ---------------- |
| 15 novembre 1943 | 16 août 1944 | Hauptmann | Karl Kennel (en) |